# Litex Motors
Litex Motors est un constructeur automobile basée à Sofia, il est le partenaire officiel de Great Wall Motors en Bulgarie. Il assemble les véhicules du constructeur chinois dans l'usine développée conjointement située à Bahovitsa, près de Lovech, en Bulgarie.

## Produits et commercialisation
Il a commencé à fabriquer la berline Voleex C10 à partir de pièces démontées en février 2012, au premier semestre 2013, le Steed 5 a été ajouté à la gamme, et en novembre 2013, le Hover H6.
Sur le marché bulgare, la société a vendu les modèles Voleex C10, Steed 5 et Hover H5, et à partir de 2013, les Voleex C30, Voleex C20R et le Hover H6,. Fin 2017, le modèle Haval H2 a également été introduit.
La société compte plus de 12 bureaux de représentation dans toute la Bulgarie. et en novembre 2012, elle a ouvert sa première concession à l'extérieur du pays, dans la Macédoine du Nord.
Après un an de fabrication, l'usine a assemblé plus de 1 000 unités du Voleex C10. En décembre 2013, l'entreprise réalise sa première exportation régulière vers l'Europe, un premier lot de voitures étant envoyé en Italie. En août 2014, la société a commencé à exporter vers la Roumanie, comme première étape vers l'expansion de sa présence en Europe de l'Est, et en janvier 2015, elle a ouvert une salle d'exposition en Serbie.
En janvier 2015, la société avait une production de 5 000 véhicules par an (les modèles Hover H6 et Steed 5) et prévoyait d'atteindre 8 000 véhicules d'ici un an. À la mi-2016, l'entreprise comptait au total 14 concessionnaires dans 12 villes bulgares, dont trois dans la capitale Sofia.
Le 27 février 2017, la société a ouvert une procédure de faillite auprès de la Cour de justice de Sofia,.